# NGC 606
NGC 606 is een balkspiraalstelsel in het sterrenbeeld Vissen. Het hemelobject werd op 18 oktober 1881 ontdekt door de Franse astronoom Édouard Jean-Marie Stephan.

## Synoniemen
- PGC 5874
- UGC 1126
- MCG 3-5-10
- ZWG 460.11
- IRAS01321+2109